# Wyjazd językowy
Wyjazdy językowe – forma turystyki edukacyjnej, obejmująca organizowane za granicą kursy języków obcych. 
Założeniem wyjazdów językowych jest wzbogacenie tradycyjnych metod nauczania o doświadczenia płynące z praktycznego wykorzystania języka obcego w życiu codziennym, oraz umożliwienie uczestnikom poznania kultury danego kraju. 
Oferty firm organizujących wyjazdy skierowane są do różnych grup wiekowych. Oferowane kursy różnią się stopniem intensywności oraz charakterem zajęć. 
Długość trwania wyjazdu może być bardzo różna, od tygodniowego wyjazdu połączonego z kursem, do przeszło rocznych wyjazdów związanych z uczestnictwem w zajęciach uniwersyteckich.
Typową formą zakwaterowania na wyjeździe językowym jest mieszkanie u tzw. rodziny goszczącej. W takim przypadku mieszka się w prywatnym domu u lokalnej rodziny. Jest to bezpieczna forma zakwaterowania umożliwiająca lepsze poznanie języka oraz pełne zanurzenie się w kulturze odwiedzanego kraju. Większość firm oferuje także tradycyjne formy zakwaterowania, takie jak akademik czy hotel.